# 西ヨーロッパの大聖堂建築

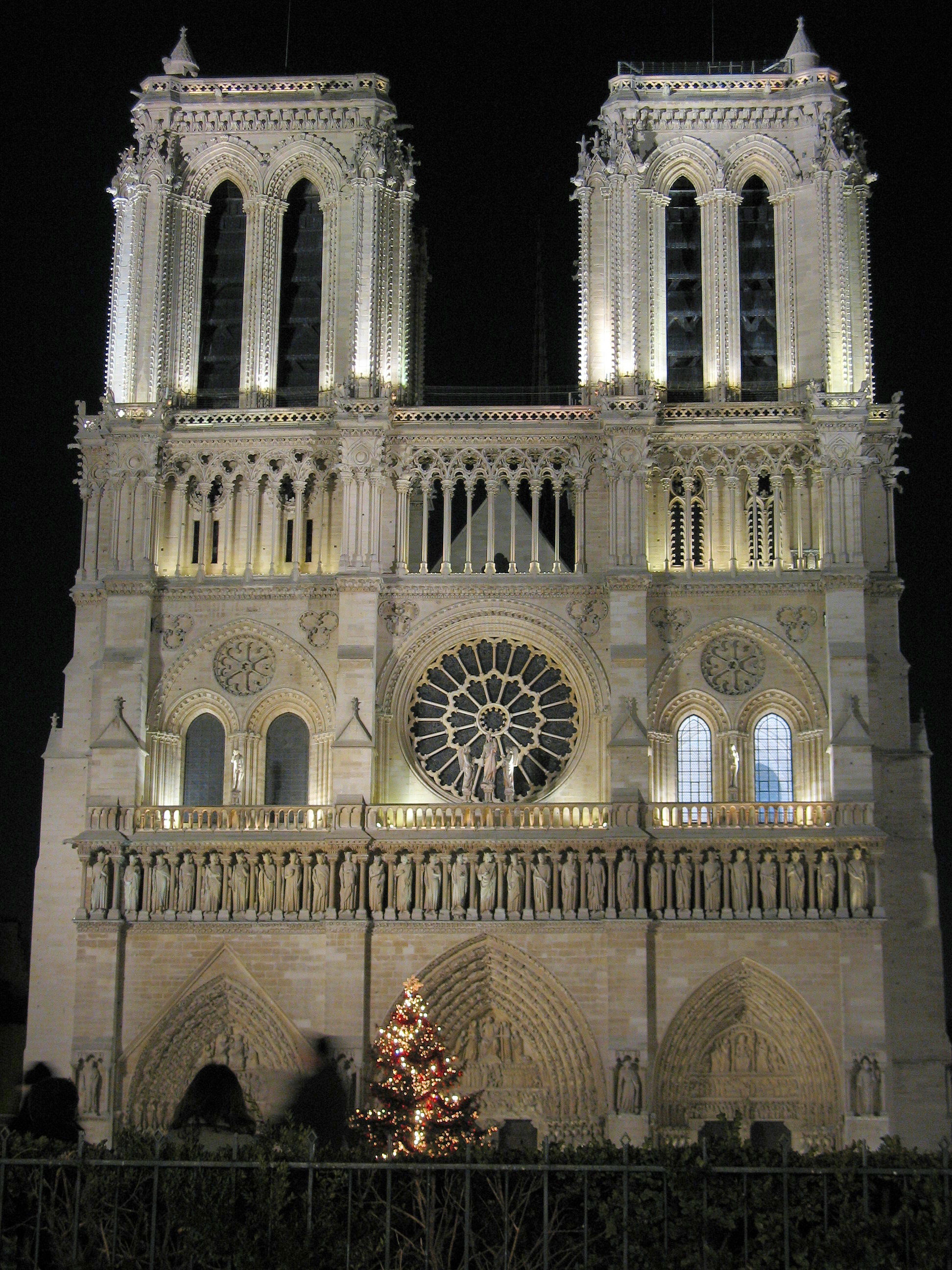
ノートルダム大聖堂（パリ)の西のファサード

西ヨーロッパの大聖堂建築とは、西ヨーロッパに典型的に見られる西方教会の大聖堂の建築と内部の構成の概説である。なお、西ヨーロッパの大聖堂にも、それぞれ個々の建築歴があるので、以下の記述は一般的なものであり、すべての大聖堂の建築構造に当てはまるわけではない。東方教会・正教会のものについて、東ヨーロッパ・中東のものについてはビザンティン建築・東欧諸国のビザンティン建築・ロシア建築を参照。

## 設計図
西ヨーロッパの大聖堂を平面図に表すとほとんどの場合、身廊（東西)と翼廊（南北)が交差して十字形を描く。翼廊は大きく突出しなかったり（例：ヨーク大寺院）、側廊の向こうに突き出さなかったり（例：アミアン大聖堂）する場合もある。

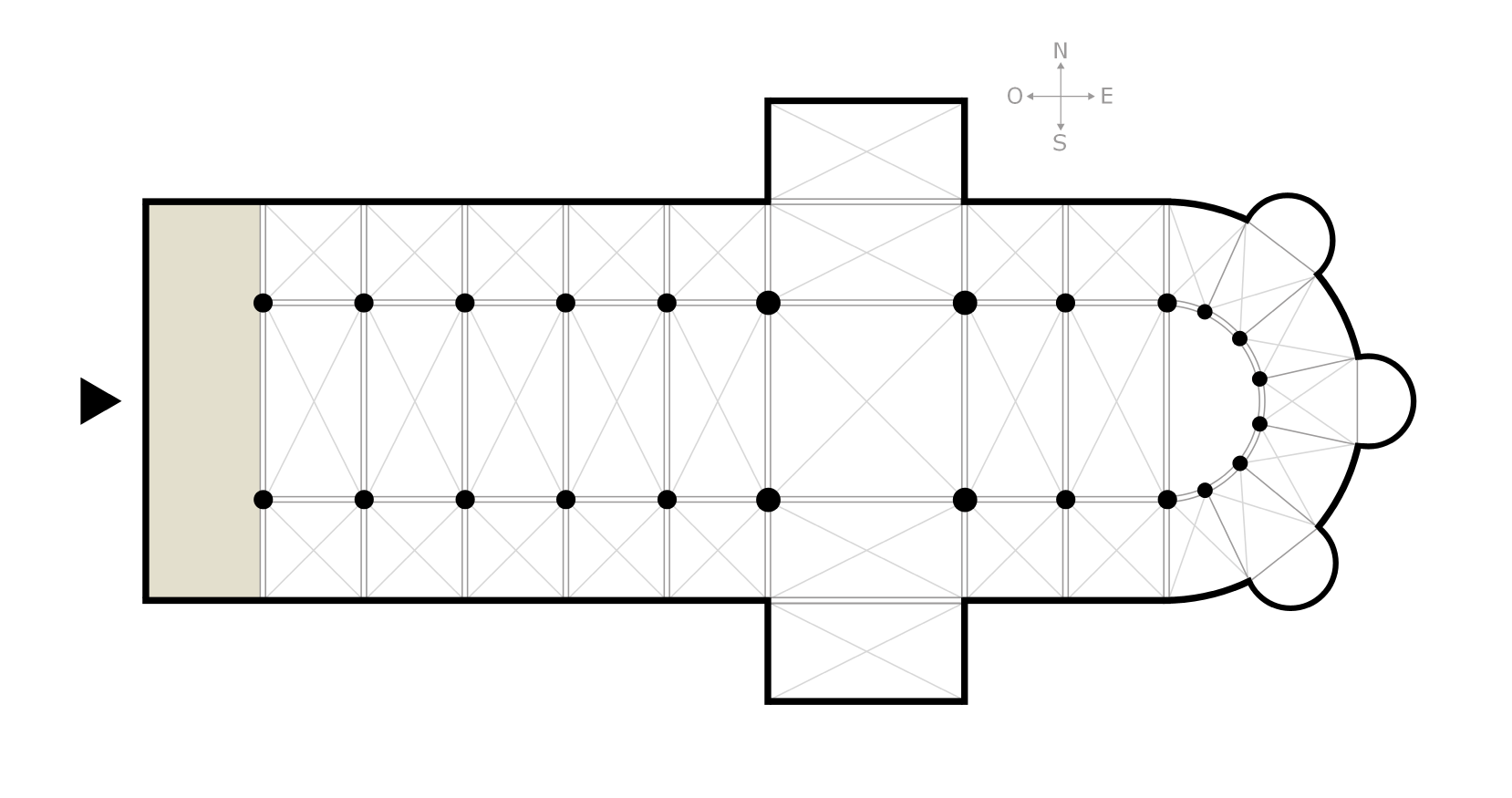
拝廊
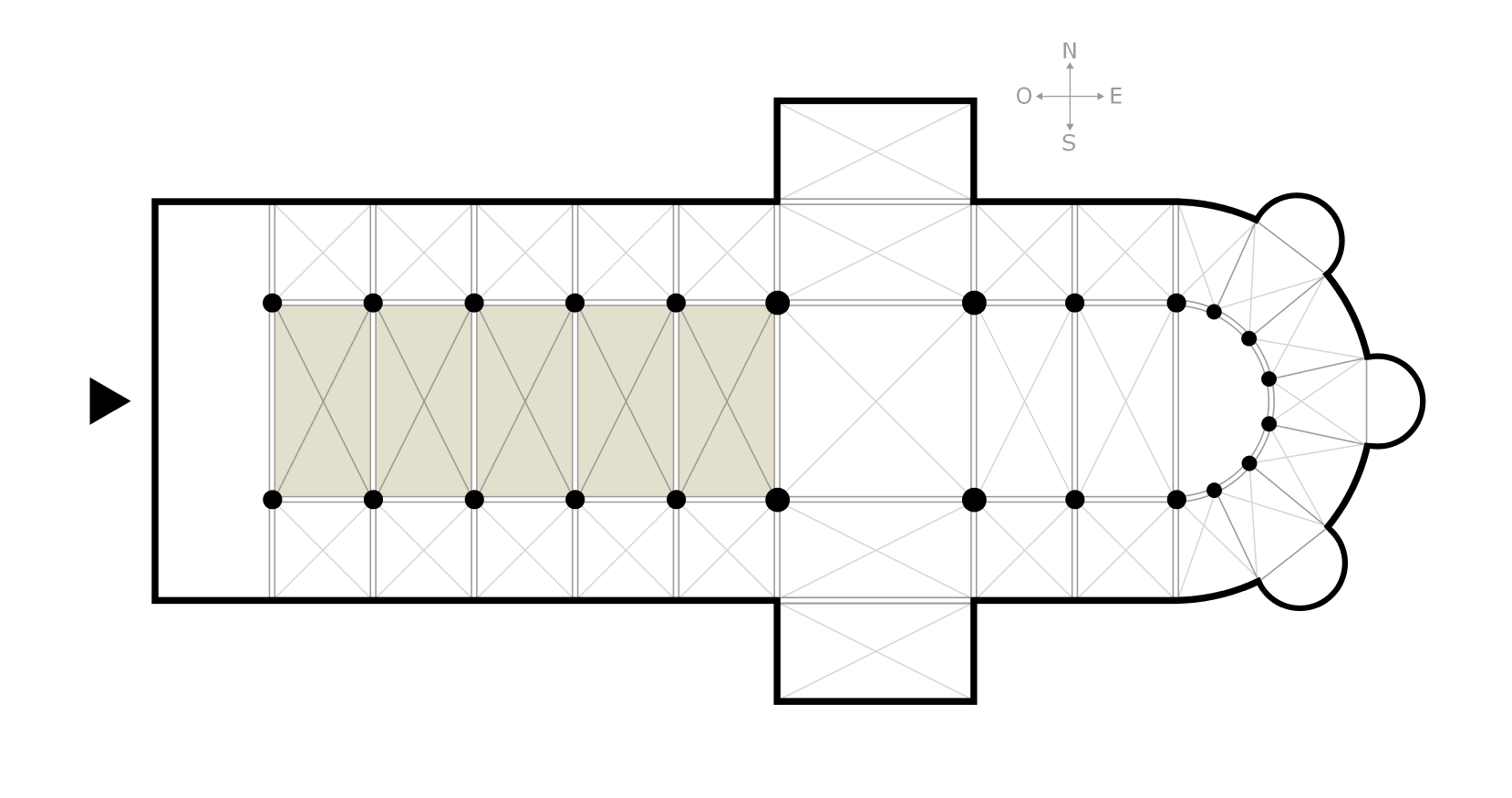
身廊
側廊（二重になっているものもある）
ロングハウス（ドイツ語版）
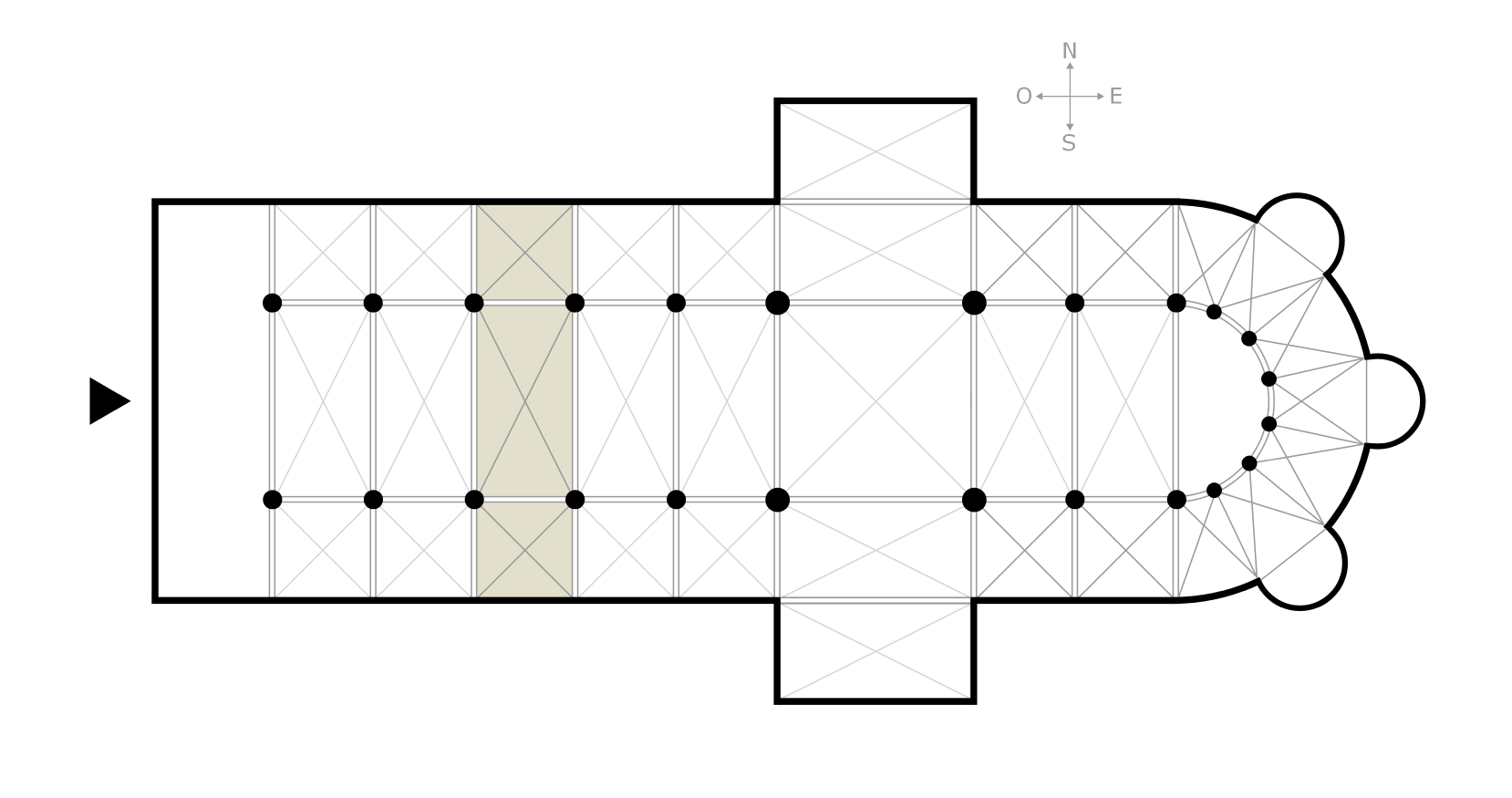
チャーチ・ベイ
クロッシング
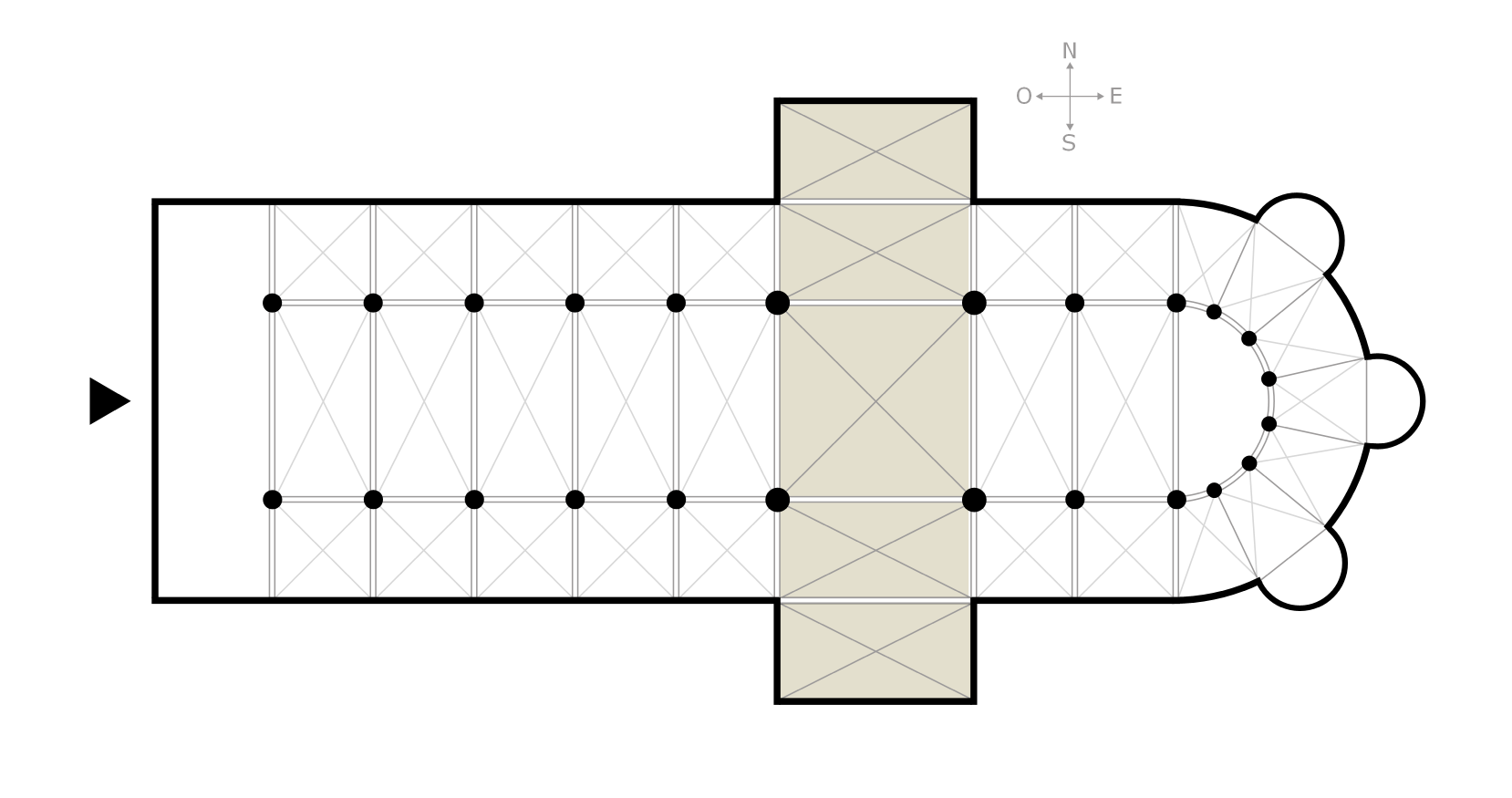
翼廊（袖廊　側面入口があることが多い）
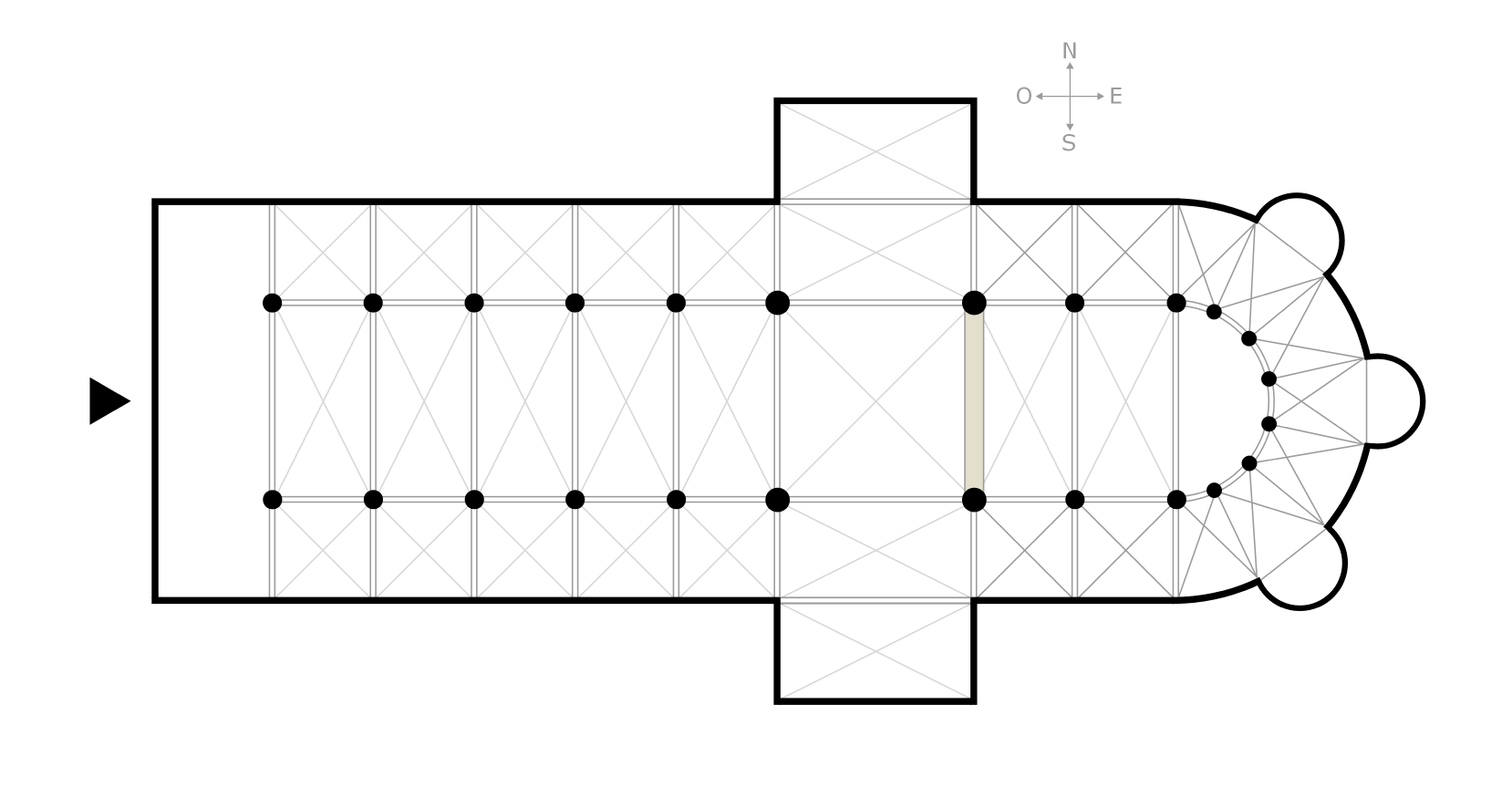
内陣障壁
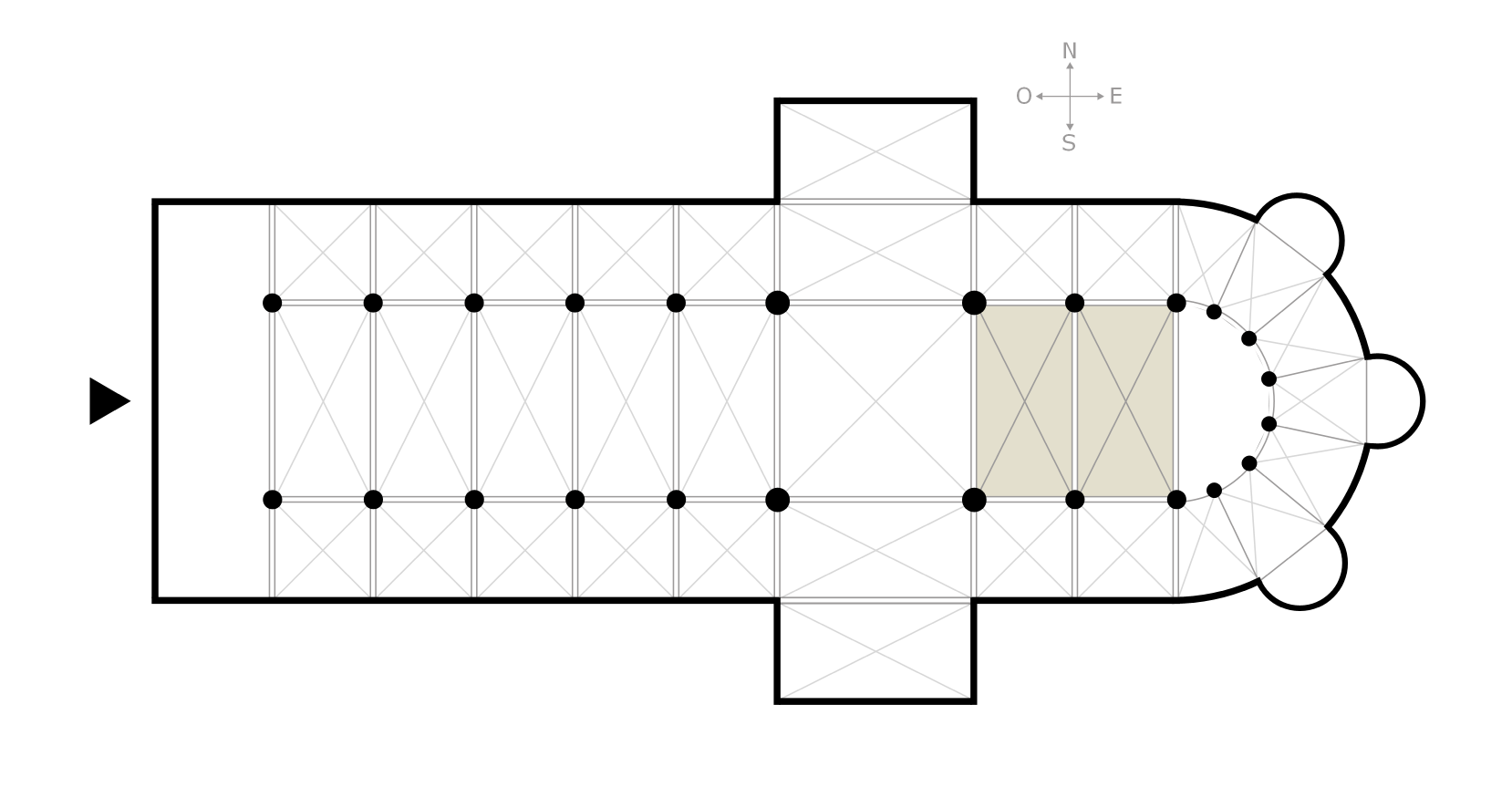
内陣、クワイヤ
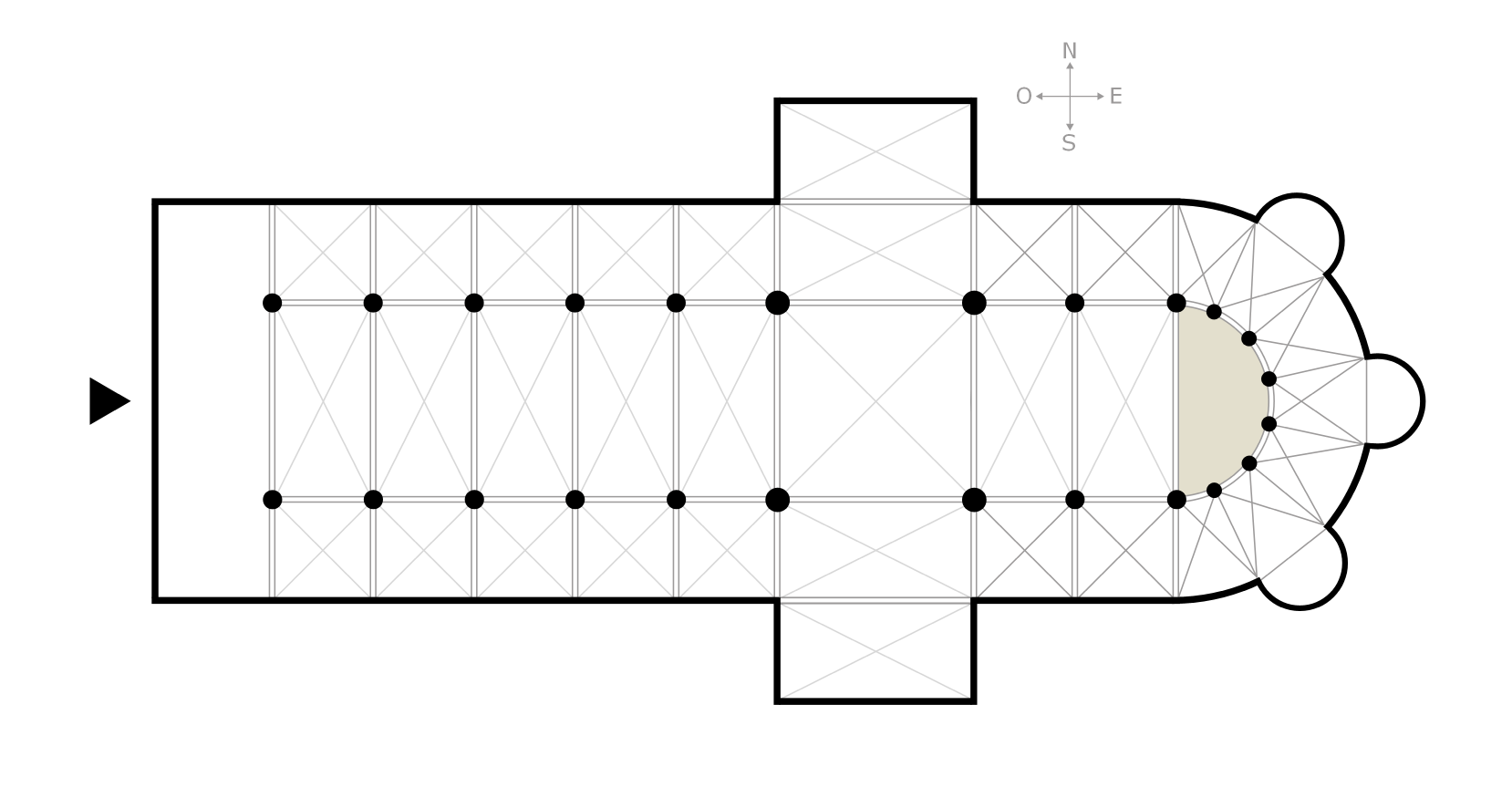
アプス（内陣の半円後陣）
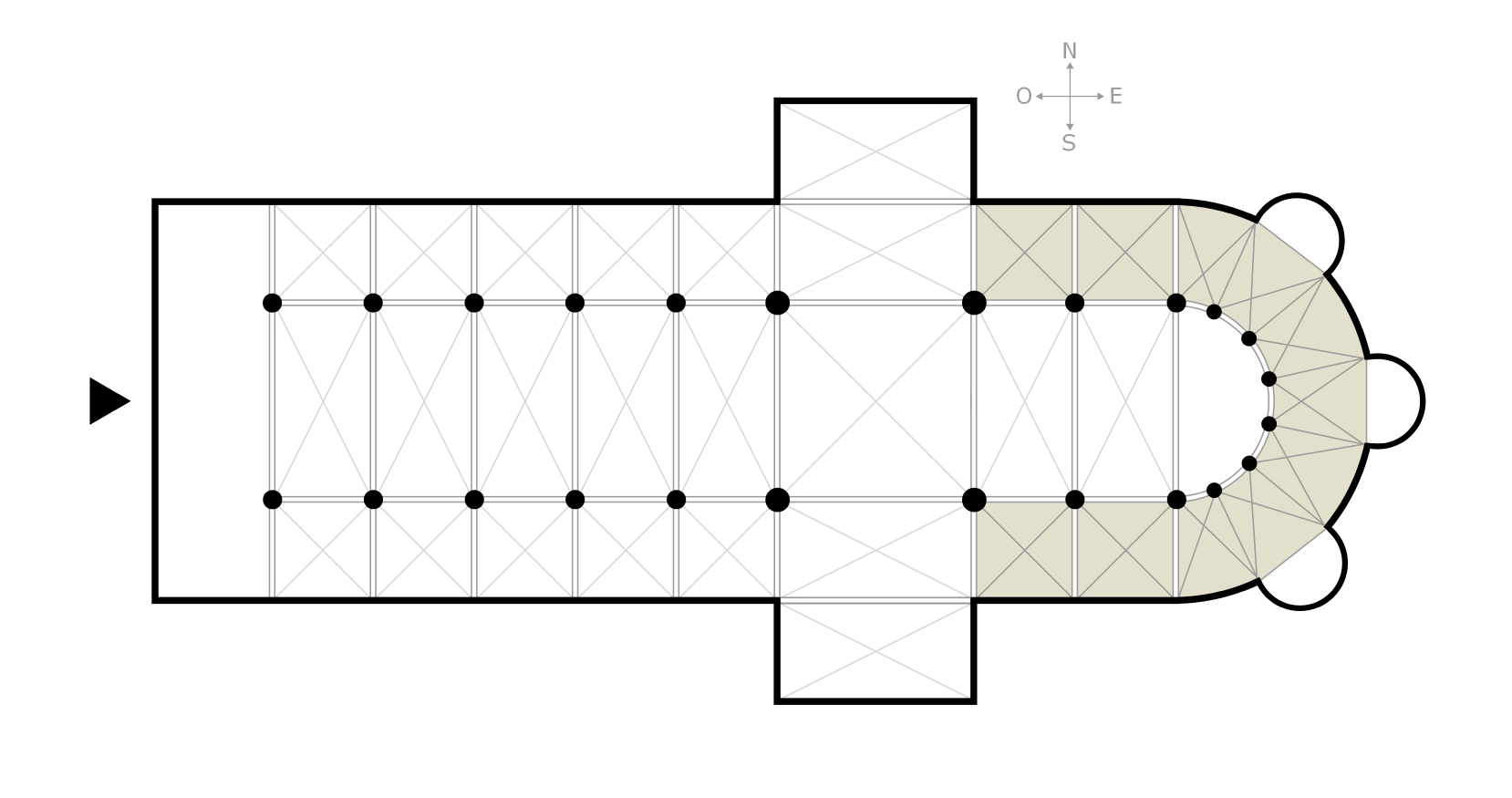
周歩廊
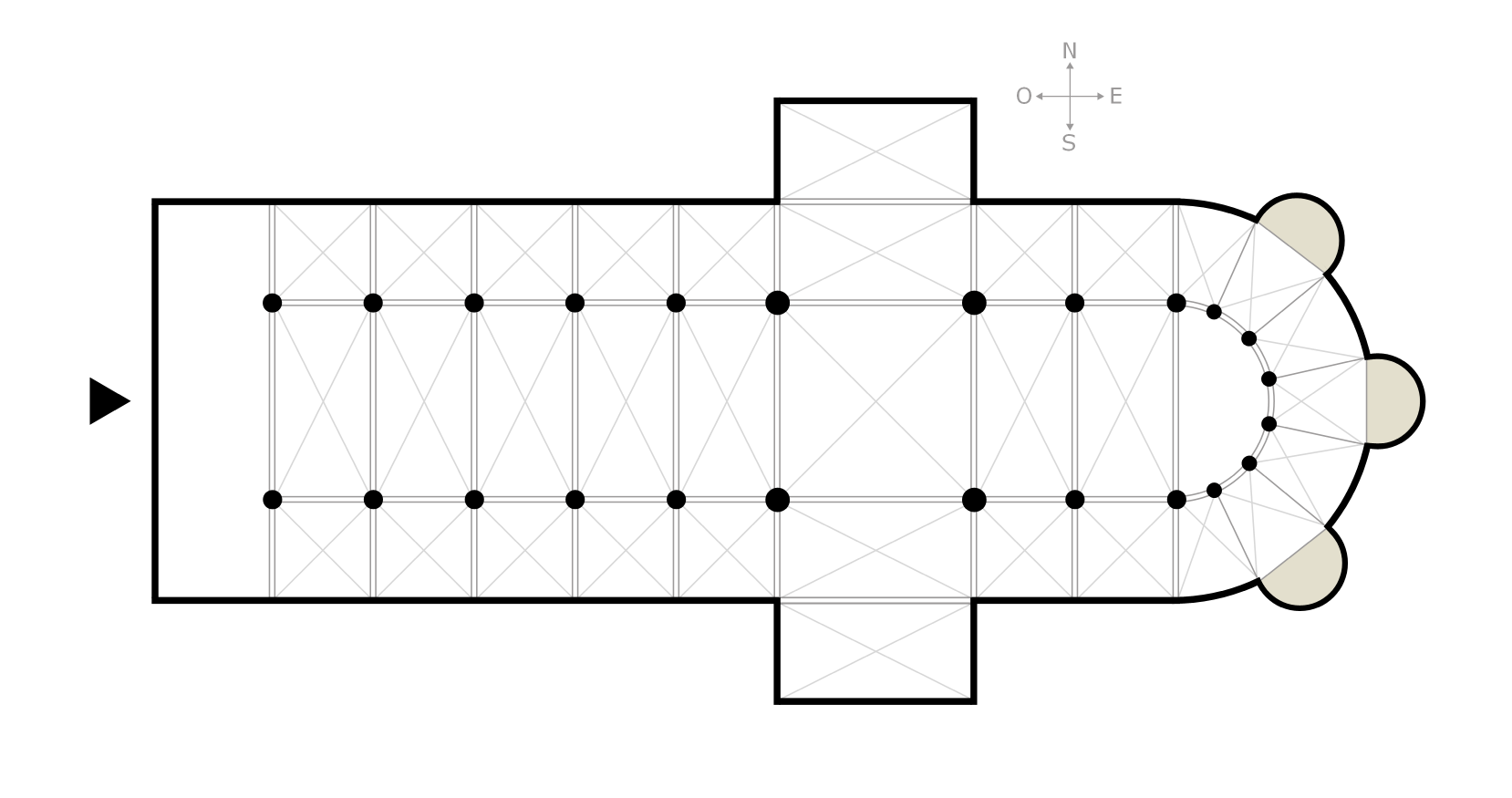
礼拝堂
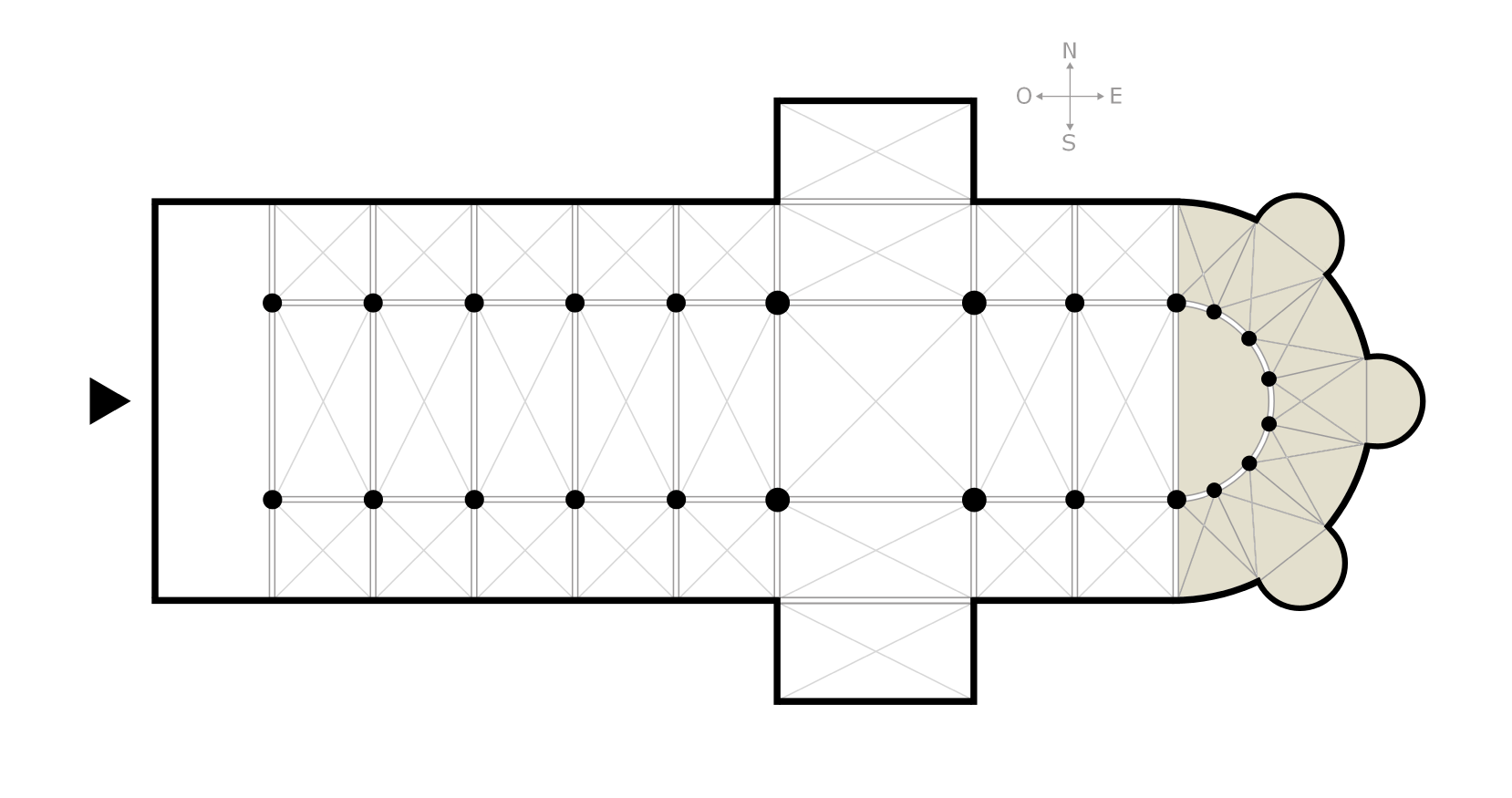
シュヴェ

## 中心線
通常、中心線は東西方向に置かれる。外装においては西の正面に、内装においては東の端に重点が置かれる。教会や大聖堂のすべてが厳密な東西軸を堅持するわけではないが、その場合においても、西が入り口で東が奥という条件は守られる。

## 垂直性の重視
通常は外観に、上方へと伸びる顕著な特徴がある。ドームであったり、中央の塔であったり、西の2つの塔であったり、あるいはシュパイヤー大聖堂のように東西両端に塔がある場合もある。塔には、ピナクル（小尖塔）やスパイア（尖頭）や小さな円蓋が付属している場合がある。

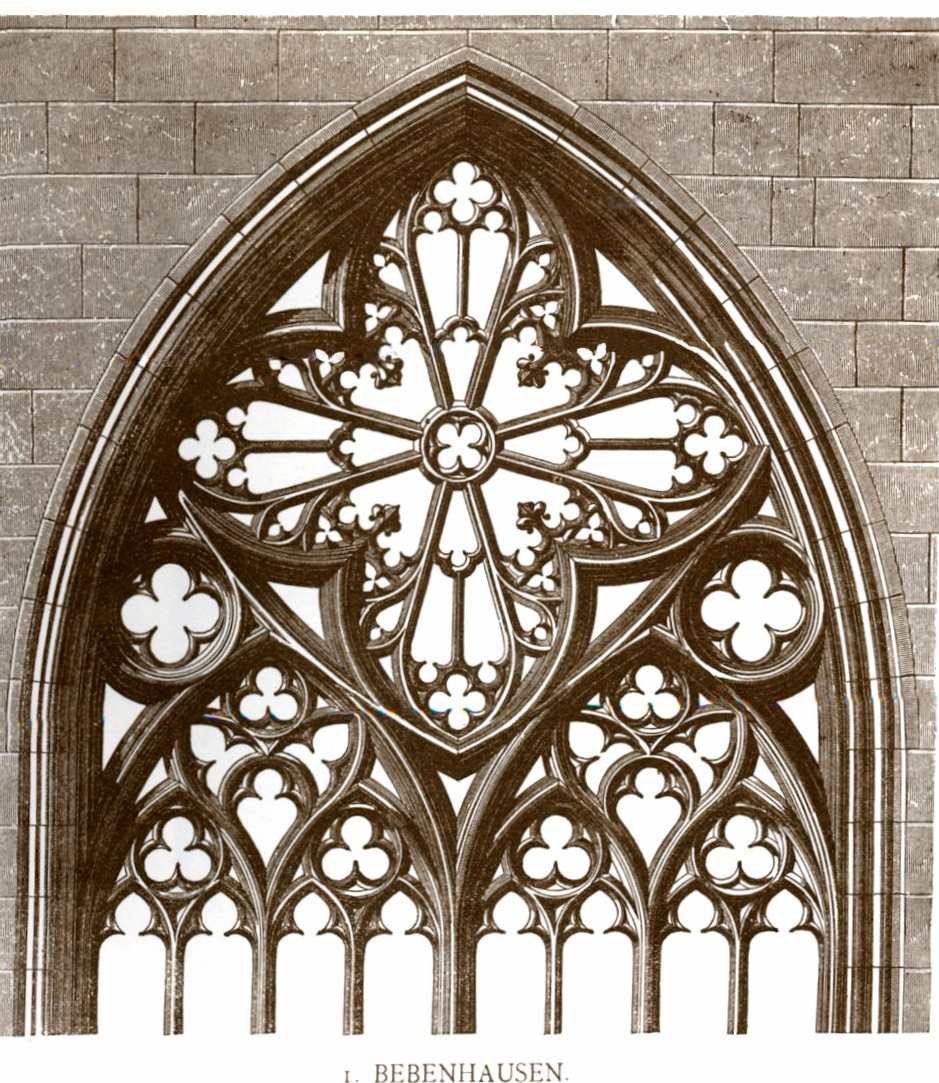
トレサリー

## 西正面
西正面は外観で最も装飾的な部分である。行列聖歌入り口の数は3つが多く、彫刻や石のトレサリーで華やかに装飾されている。ファサードの中心的存在は、バラ窓などの大きな窓、印象的な彫刻群である。しばしば2つの塔がファサードを縁取る。

## 身廊
大多数の大聖堂には高くて広々とした身廊がある。身廊の両側は、アーケードを境にして下の側廊と分けられる。ゴシック様式の大聖堂では、身廊と側廊の屋根の高さの差の部分にクリアストリー（採光用高窓)が設置され、そこから光が差し込む。ハーレン教会（独、hallenkirche）のように、側廊が身廊と同じくらい高い例もある。多くの大聖堂は両側に側廊を持つ。パリのノートルダム大聖堂は2つの側廊とチャペルの列を持つ。

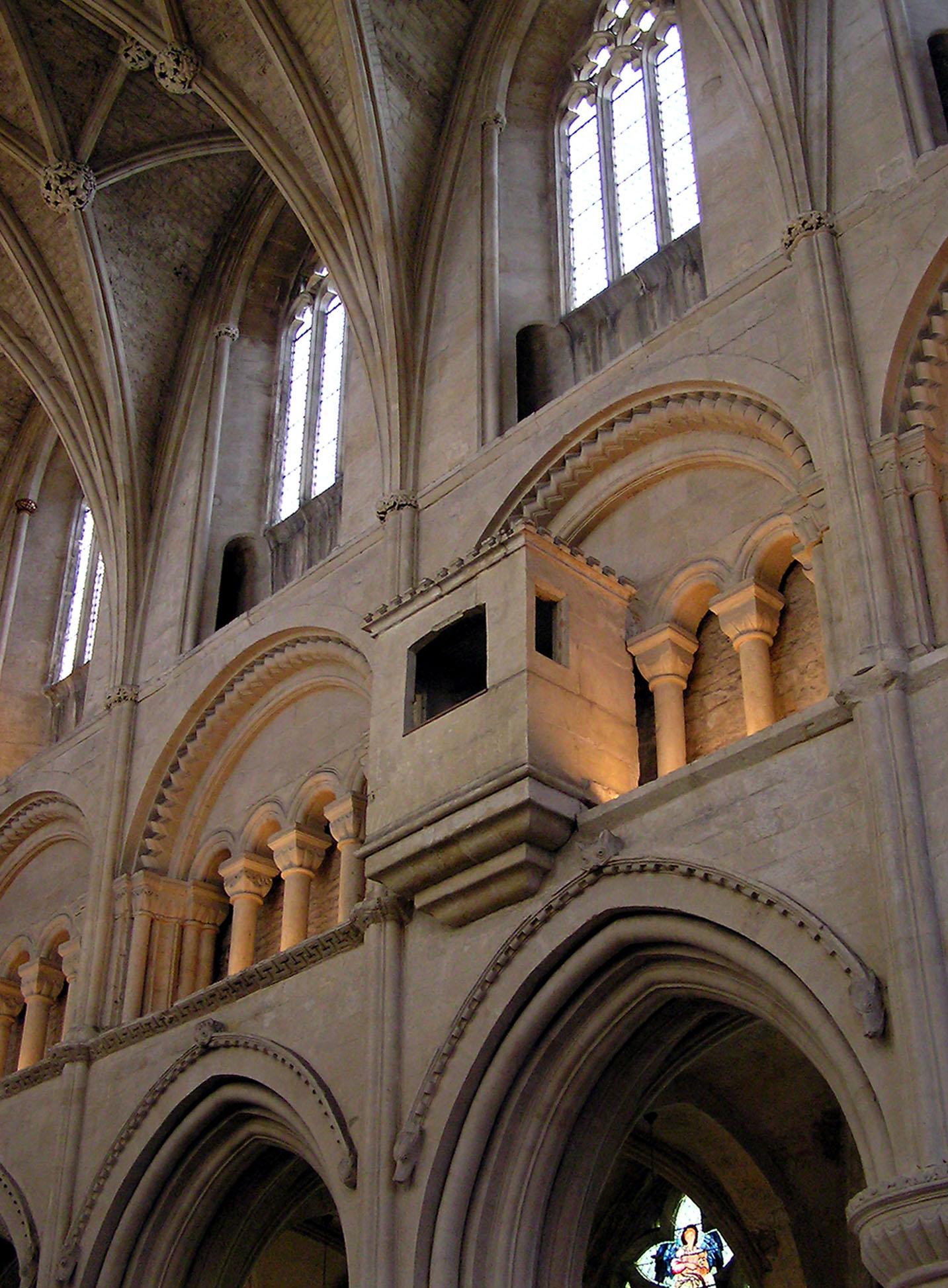
最上部のガラス部分がクリアストーリ（高窓）、丸いアーチの段がトリフォリウム、その下に身廊のアーチが見える

## 翼廊
翼廊は大聖堂の腕の部分に当たる。修道院を基盤にしたイギリスの大聖堂は、しばしば2つの翼廊を持つ。身廊と翼廊が交差する部分はクロッシングといい、上に「fleche（仏）」と呼ばれる小さな尖塔やドーム、特にイギリスでは大きな塔（尖塔はあったりなかったりするが）を載せていることがある。

## 東奥
東端は、大聖堂の建築では最も多様性を示す部分である。内装では、東端にサンクチュアリがあり、大聖堂の祭壇が設置されている。
- イタリアとドイツのロマネスク - 東端は丸い。下部は丸いアプスで上部は角ばって張り出している場合があるが、イタリアとドイツのロマネスクではありふれた形である。
- フランス、スペイン、ドイツのゴシック - 東端は長く、アプスの端は高くアーチが組まれている。側廊の東端はこのアプスに接続し、低い廊下や回廊を形作る。「シュヴェ」と呼ばれるチャペルが放射状に突き出している場合もある。
- イングランド - 東端の形状は非常に多様である。いくつかはノリッジ大聖堂のように、アプスの端を回廊で囲っている。多くの場合、3つのチャペルが突き出して様々な形状を示す。19世紀以前のイギリスの大聖堂は、完全な形ではシュヴェを持たない。リンカン大聖堂などいくつかは四角い崖状の東端を持つ一方、ほとんどの大聖堂では聖母マリアのチャペルが突き出して、厳密な形は崩れている。低い回廊が四角い東端に接続する例もある。

## 内部の特徴

### 身廊と側廊
建物の中心部分であり、十字の長い方の腕にあたる部分である。信者の集まる部分は身廊という。「nave（身廊）」という用語は「船」を表すラテン語からくる。大聖堂は人生という嵐の中、神の民を運ぶ船を象徴している。付け加えるならば、大きな教会の高い木造の屋根は、船の胴体と同じように作られる。
身廊は側廊によって両側から補強され、側廊はアーチなどの柱を境に身廊と区別される。側廊のおかげで、身廊が信者で一杯になったときでも人々の動きは妨げられない。身廊と側廊は内部の壁を強化して、石で作られた大聖堂の高い屋根を維持する。

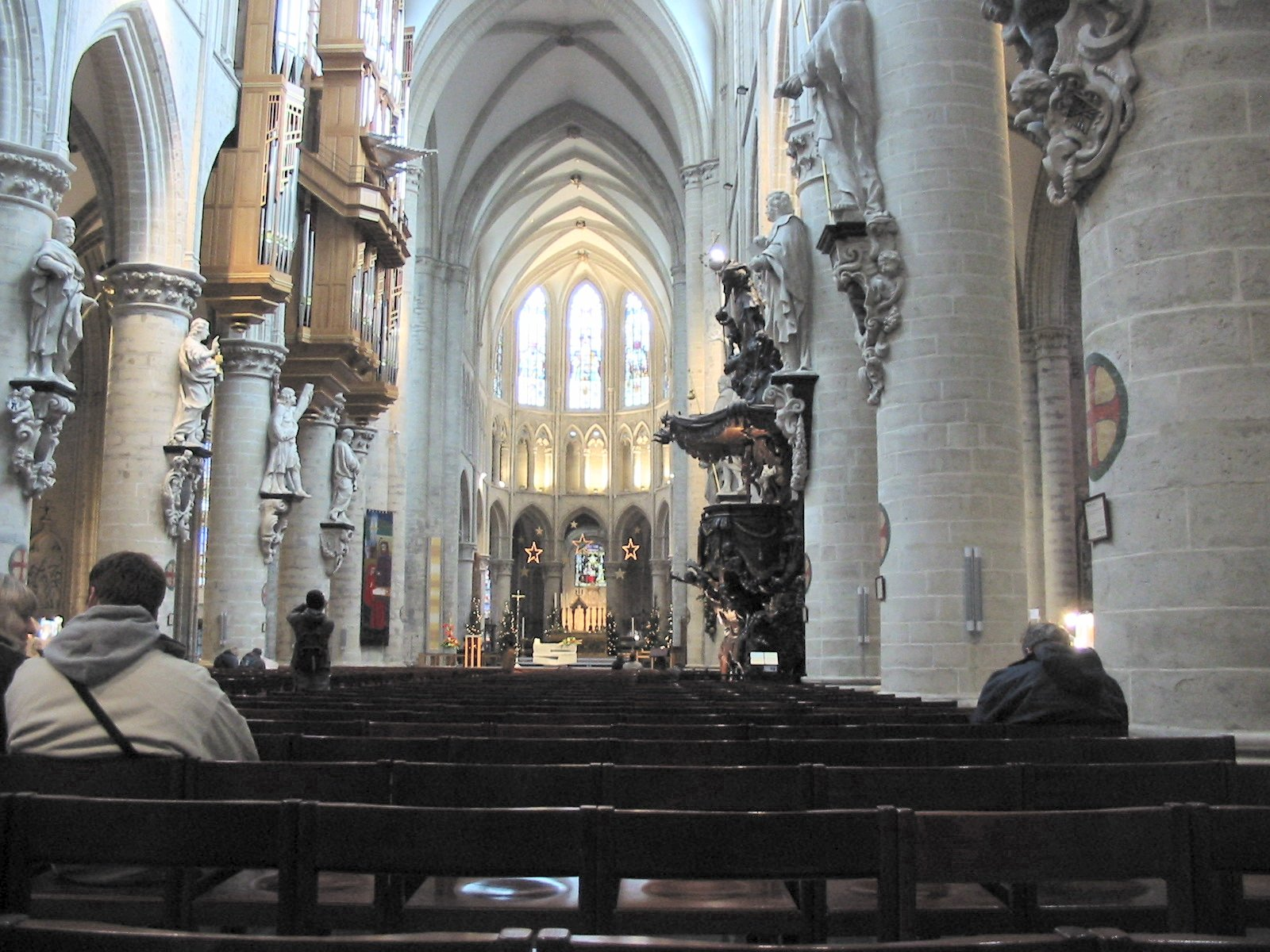
身廊の説教壇

### 内陣障壁
内陣障壁（クワイヤ・スクリーン、内陣仕切りともいう）は、中世後期の教会建築に一般的に見られるもので、内陣と身廊とを分ける。内陣障壁の上は高廊と呼ばれる上階になっていることが多く、そこに十字架 (rood) が置かれる。十字架にはキリストの大きな磔像が掲げられ、通常はアーチの起拱（ききょう）点の高さに合わせて見上げるように据えられる。
高廊には階段から出入りが可能で、時には聖歌隊席としても充分なほど広い。
十字架の脇にはしばしば、聖母マリアや聖ヨハネの像が添えられる。
テンプロン、イコノスタシスを参照。

### 聖水盤、聖書台、講壇
身廊の西端に向かって聖水盤(en)もしくは水盤(en:Lavabo)が立っており、そこではバプテスマ（洗礼、浸礼）の儀式が行われる。盤は入り口に向かって設置されるが、それはバプテスマが教会の共同体への入会を意味するからである。身廊の正面を向いて立つのが聖書台で、そこから聖書が朗読される。多くの教会の聖書台は鷲の形をしており、広げた翼で聖書を支えている。鷲は使徒ヨハネのシンボルである。身廊の設備で三番目に重要なのが講壇であり、そこから訓話が説かれたり聖書が読み上げられたりする。講壇は大理石か木で作られ、簡素な造りの場合もあれば非常に精巧な彫刻が説教を表す場合もある。講壇はしばしば翼を持つ男性、ライオン、牡牛、鷲で飾られるが、これらはそれぞれ福音書を書いた人物のマタイ、マルコ、ルカ、ヨハネを象徴する。

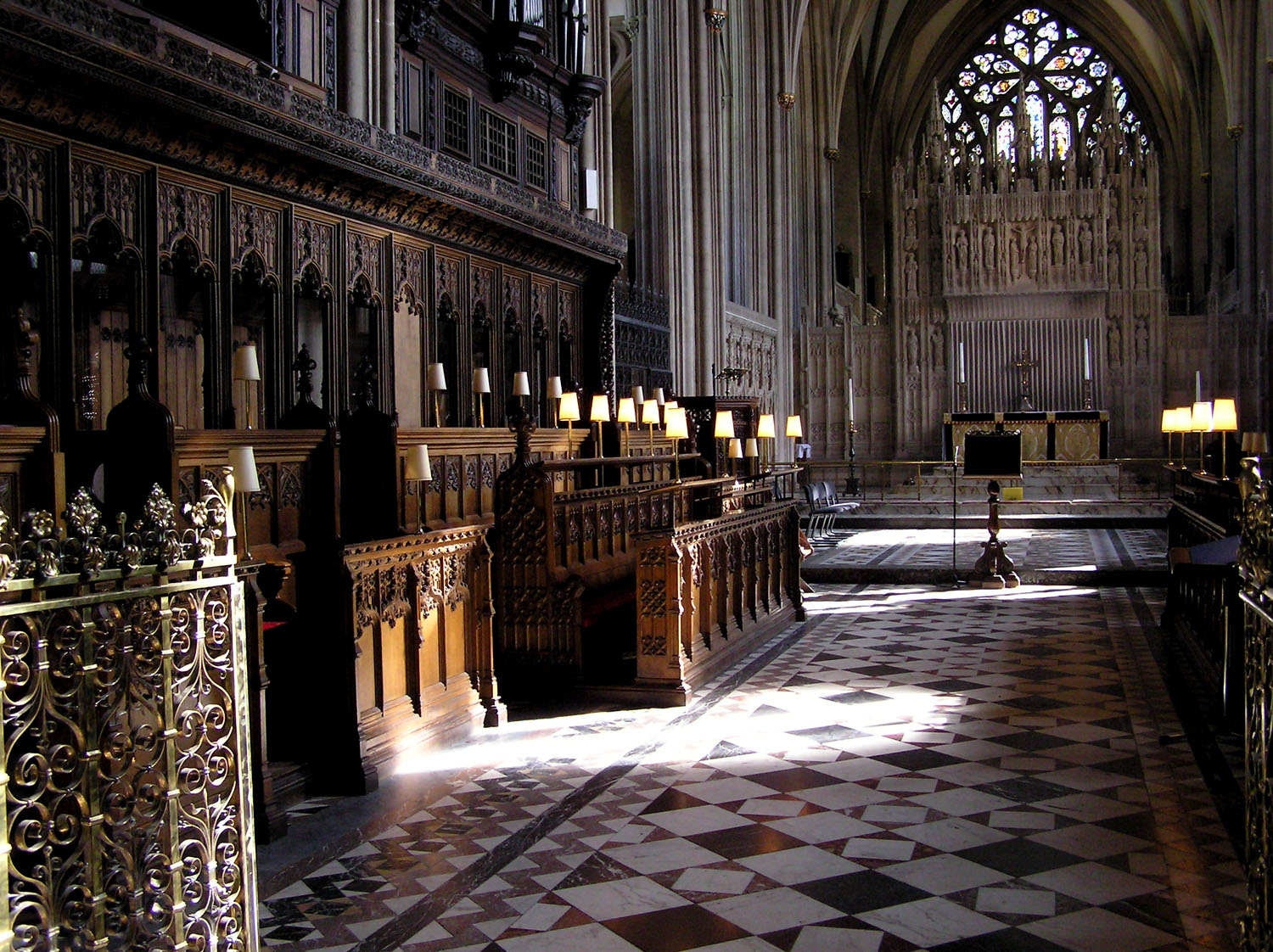
聖歌隊席と内陣

### クワイヤ
大聖堂で二番目に重要な区画は、礼拝が行われ男性や少年による合唱隊（聖歌隊）により聖歌が歌われる場所であり、この部分はクワイヤ（聖歌隊席、choir、コーラス）と呼ばれる。クワイヤは通常、祭壇のあるサンクチュアリ（聖域）と身廊との間に位置し、内陣の西側部分に当たる。身廊の東側部分に置かれることもある。身廊からは装飾された木や石の高い仕切りで区切られ、その上にオルガンが置かれる。美しく彫刻で飾られた木の席はストールと呼ばれる。司教座は必ずこの区画に位置する。

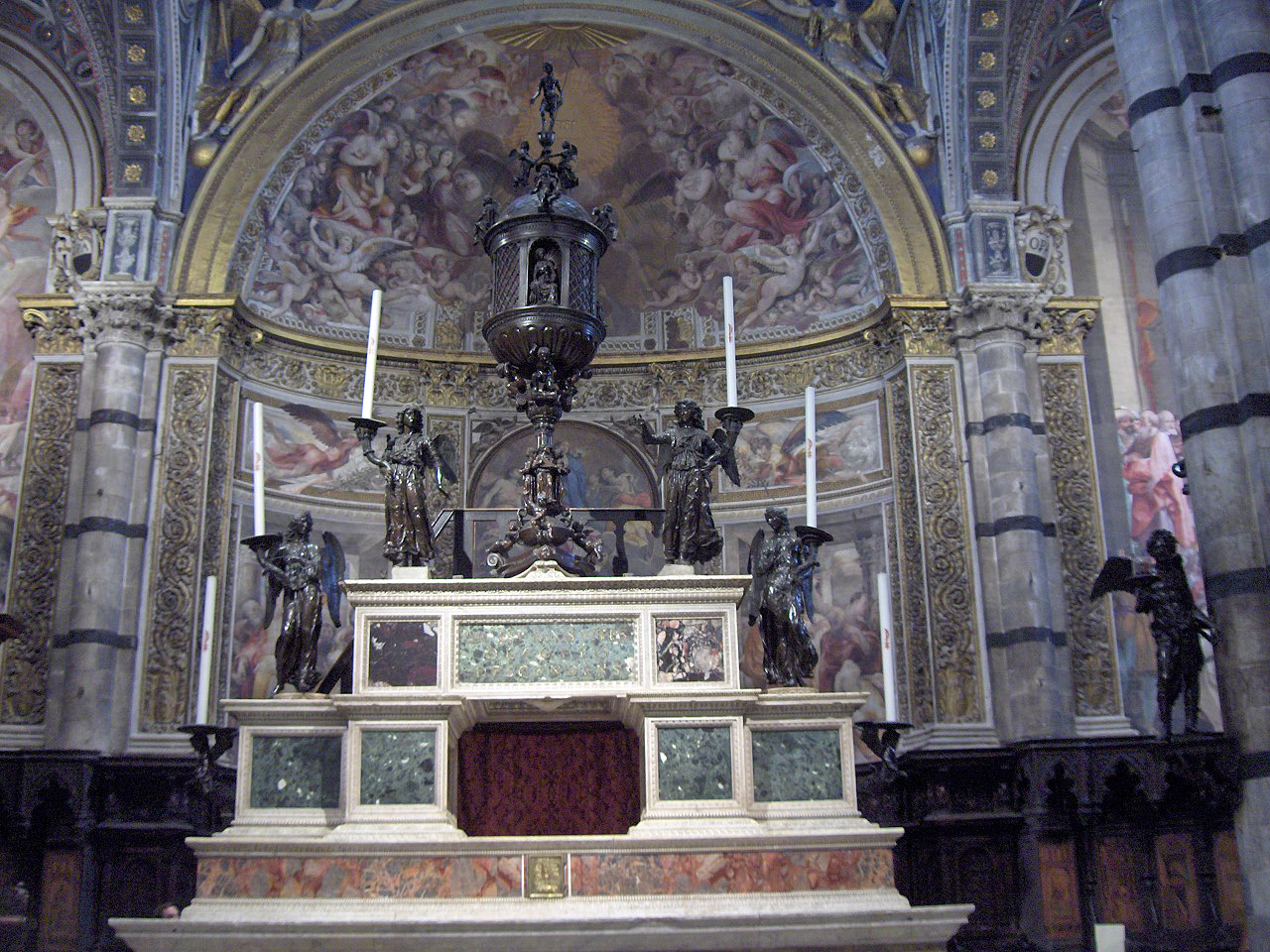
聖餐台

### サンクチュアリ
クワイヤの向こうはサンクチュアリであり、聖体拝領のパンが奉献のため祭壇や聖餐台に置かれる。「サンクチュアリ (Sanctuary)」とは「聖なる場所」を意味する。現代の英語で「sanctuary」は「避難場所」「安らぎの場」という意味をも表すが、これは捕獲を逃れた逃亡者がここに逃げ込むと教会の庇護を受けられた（聖域権）ことからである。

### 聖職者席と礼拝堂
大聖堂の多くは、サンクチュアリの向こうにさらに聖職者席と呼ばれる区域がある。ここでは司祭や修道士が個人的に祈祷することができた。しばしば大聖堂の東端に向かった位置に多くの礼拝堂が付加されている。最高位のものは、聖母マリアに捧げられた「レディー・チャペル」である。イギリスの修道院を基盤とした大聖堂には、礼拝堂のある第2の翼廊を持つものがある。

## ギャラリー

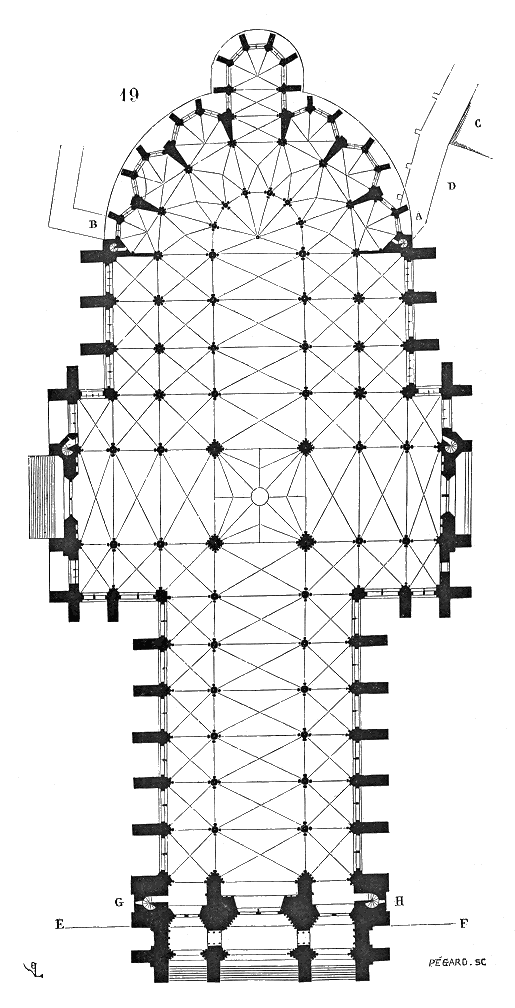
アミアン大聖堂の平面図
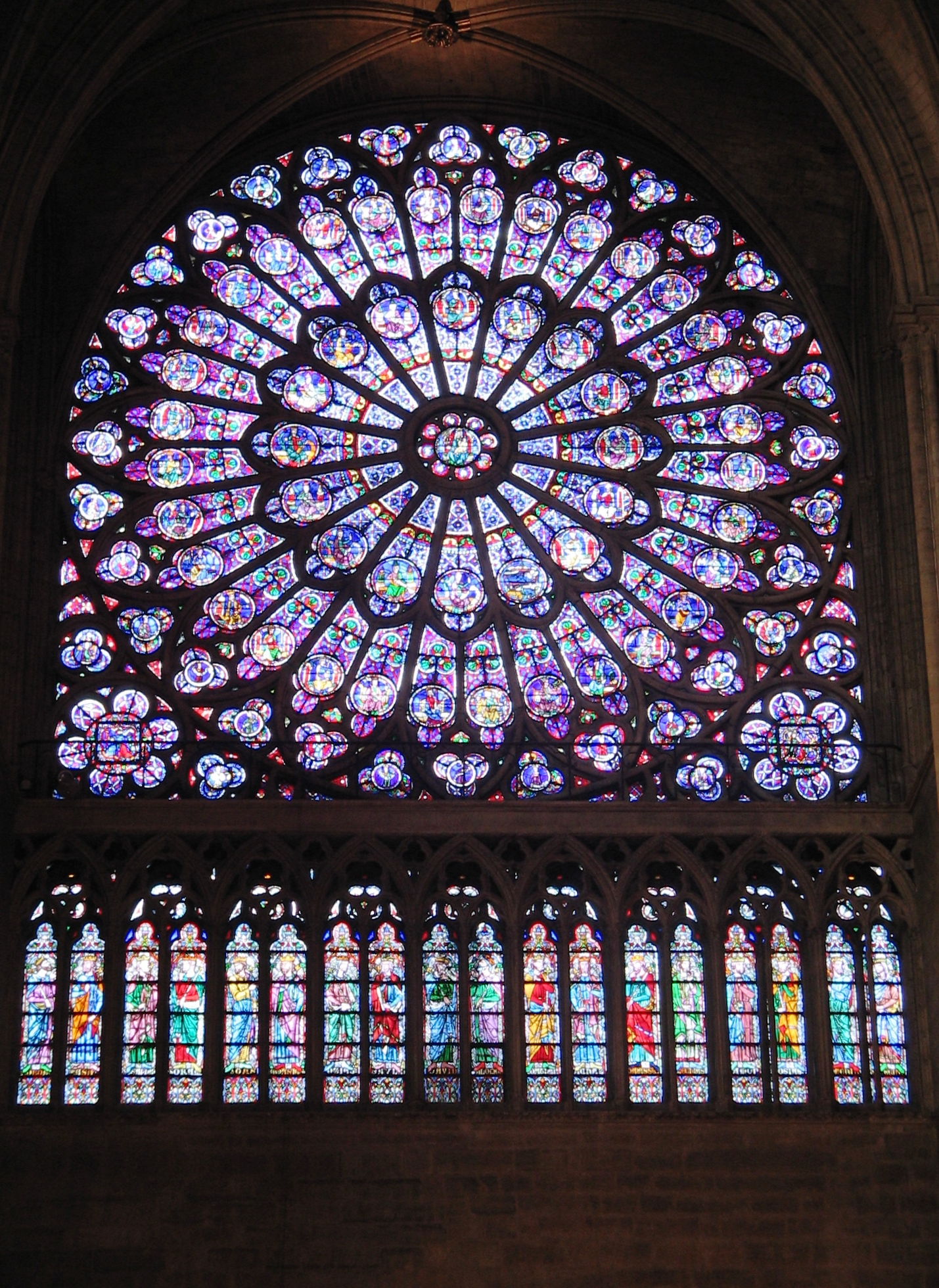
パリ、ノートルダム大聖堂のバラ窓
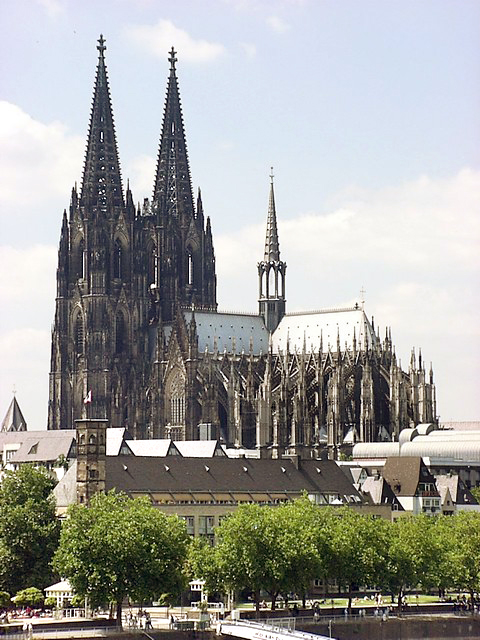
ケルン大聖堂
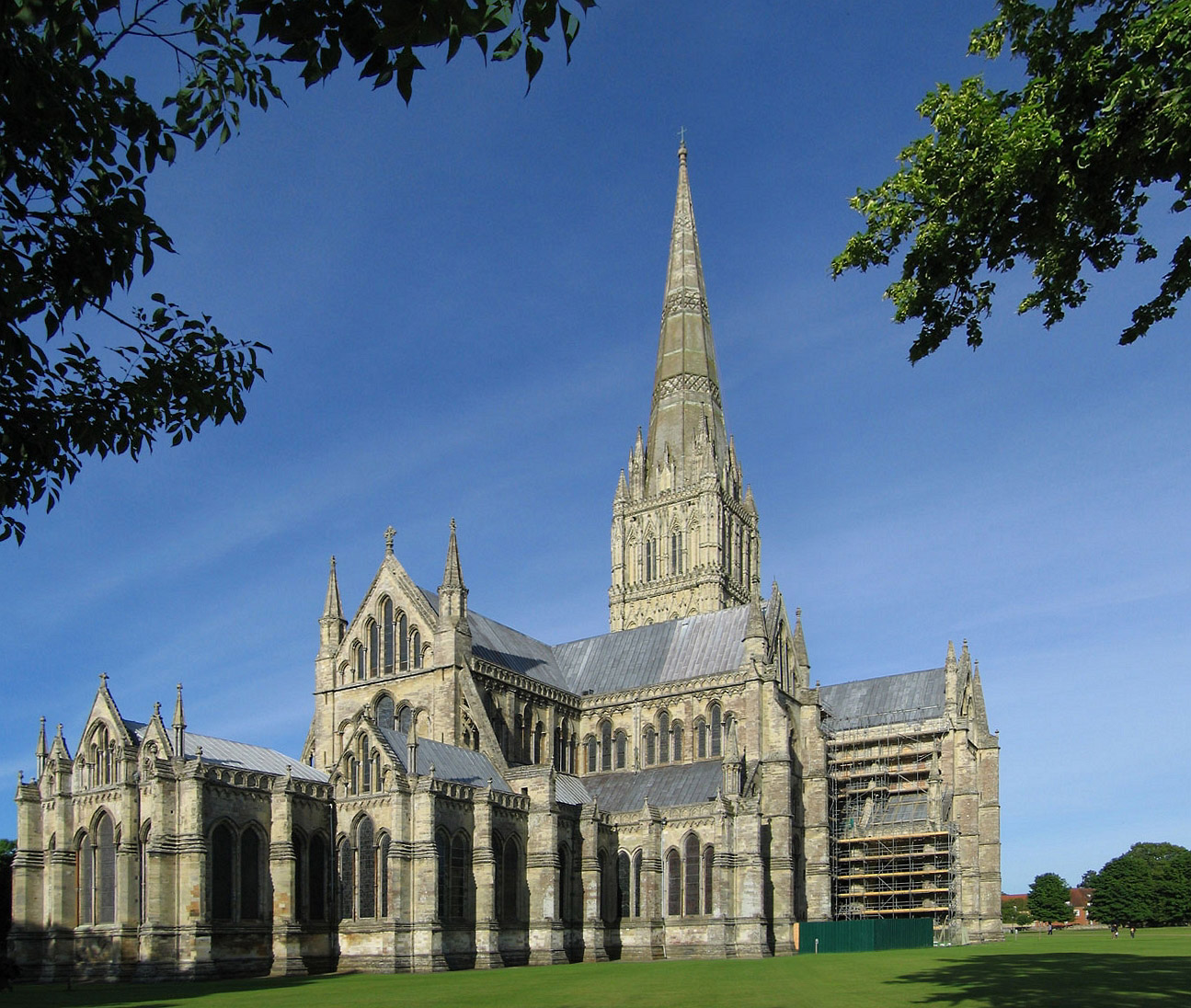
ソールズベリー大聖堂（イングランド）
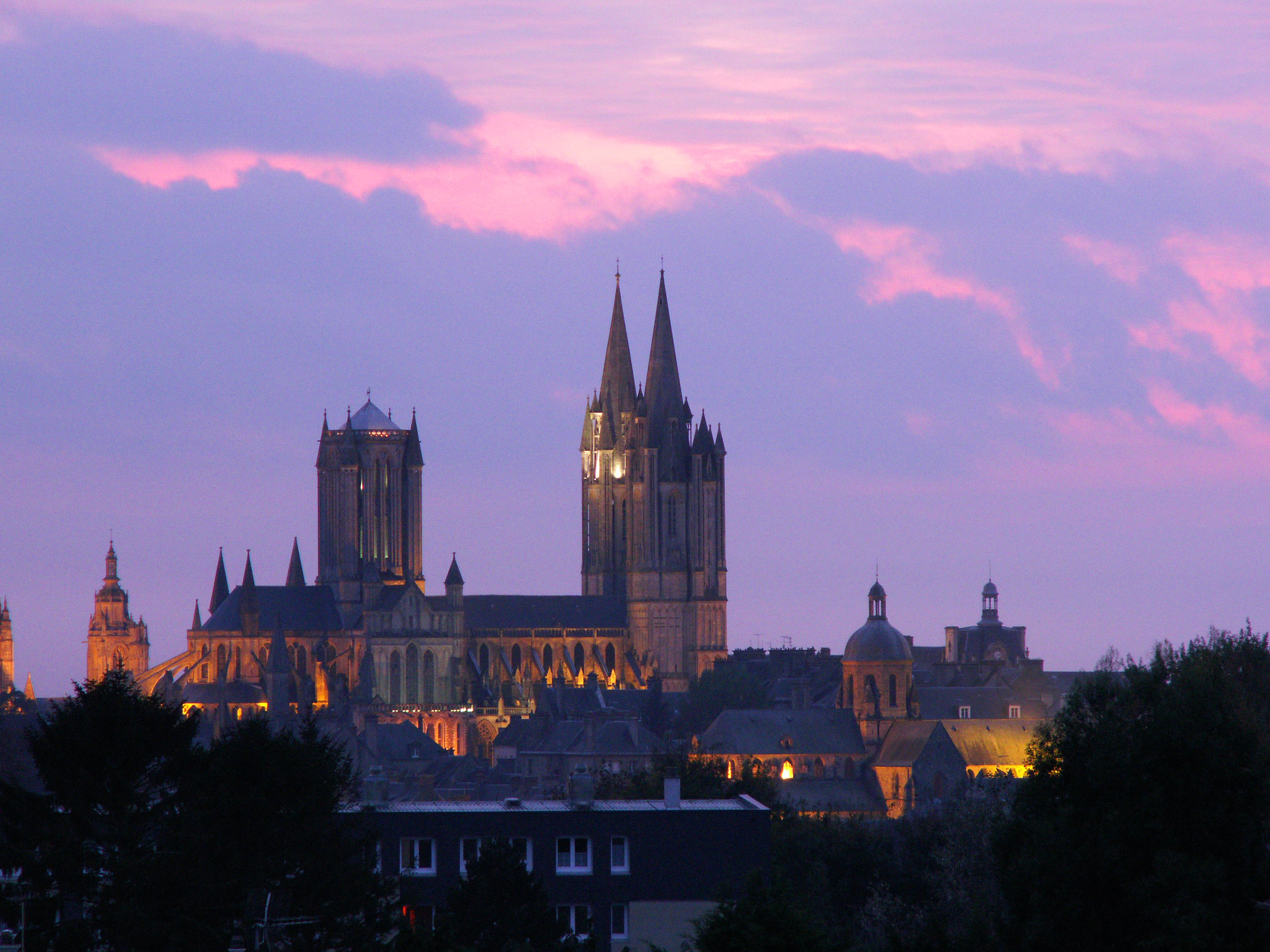
クータンセ大聖堂（ノルマンディ）
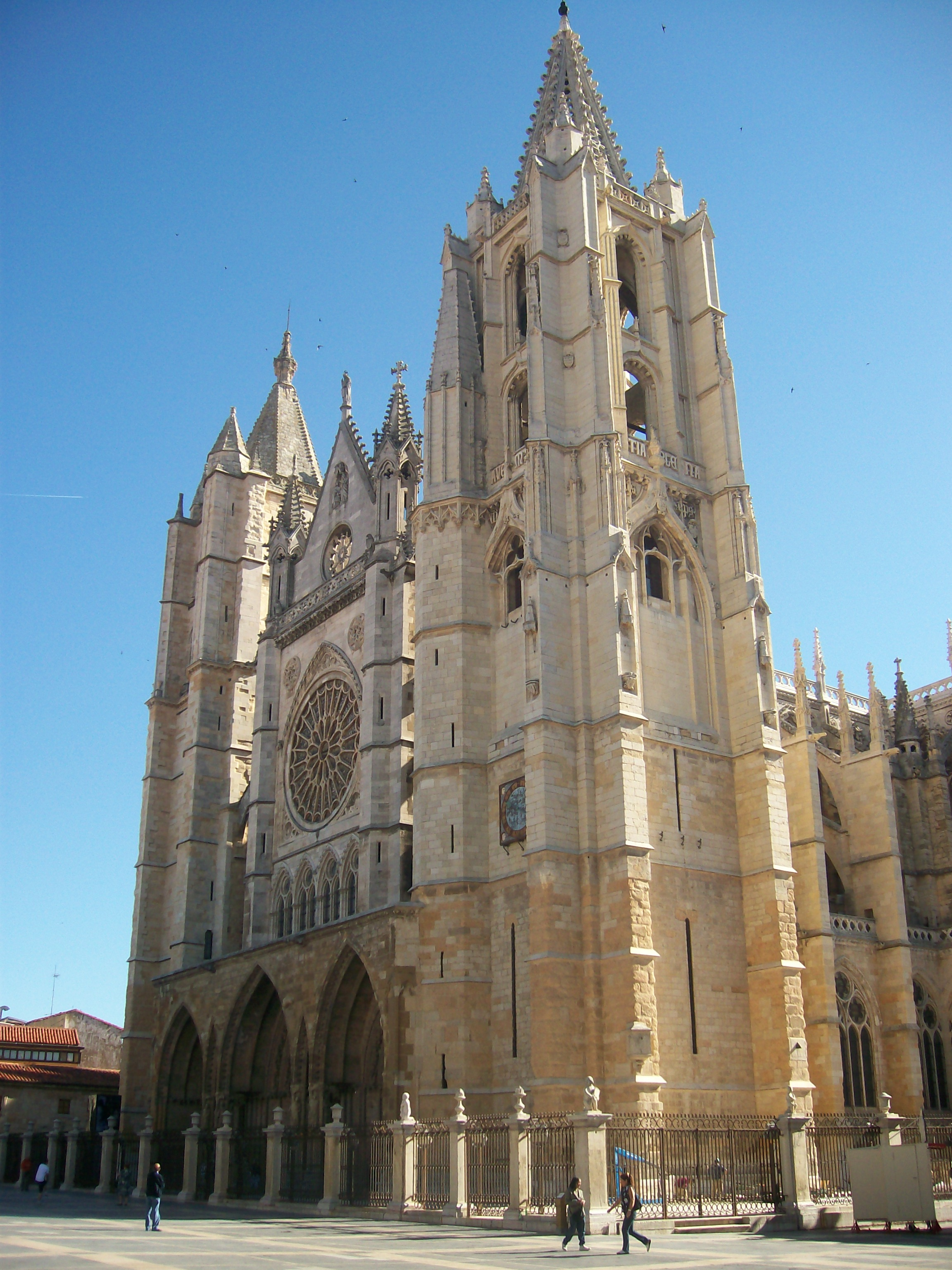
レオン大聖堂（カスティージャ・レオン）
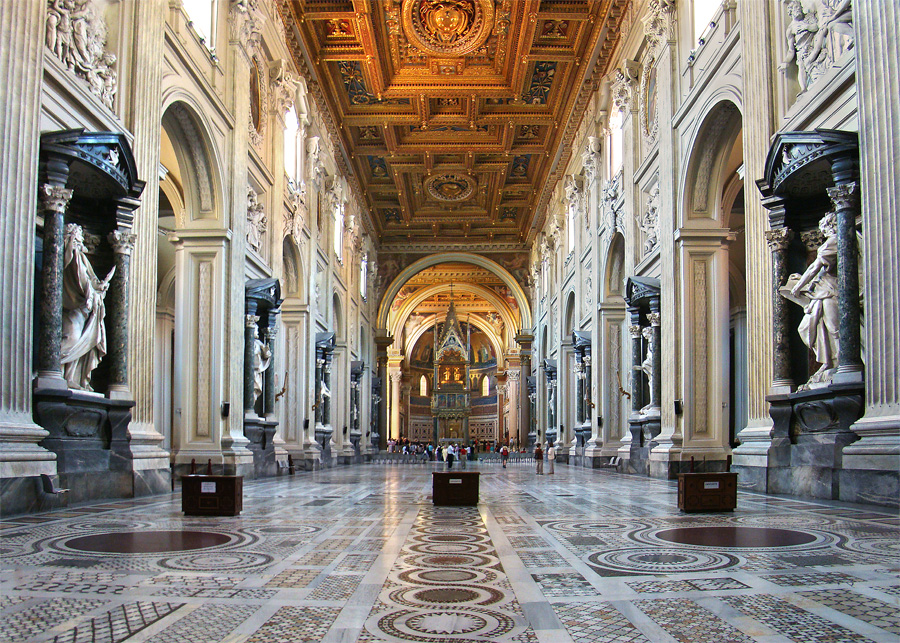
サン・ジョバンニ・イン・ラテラノ大聖堂（ローマ）
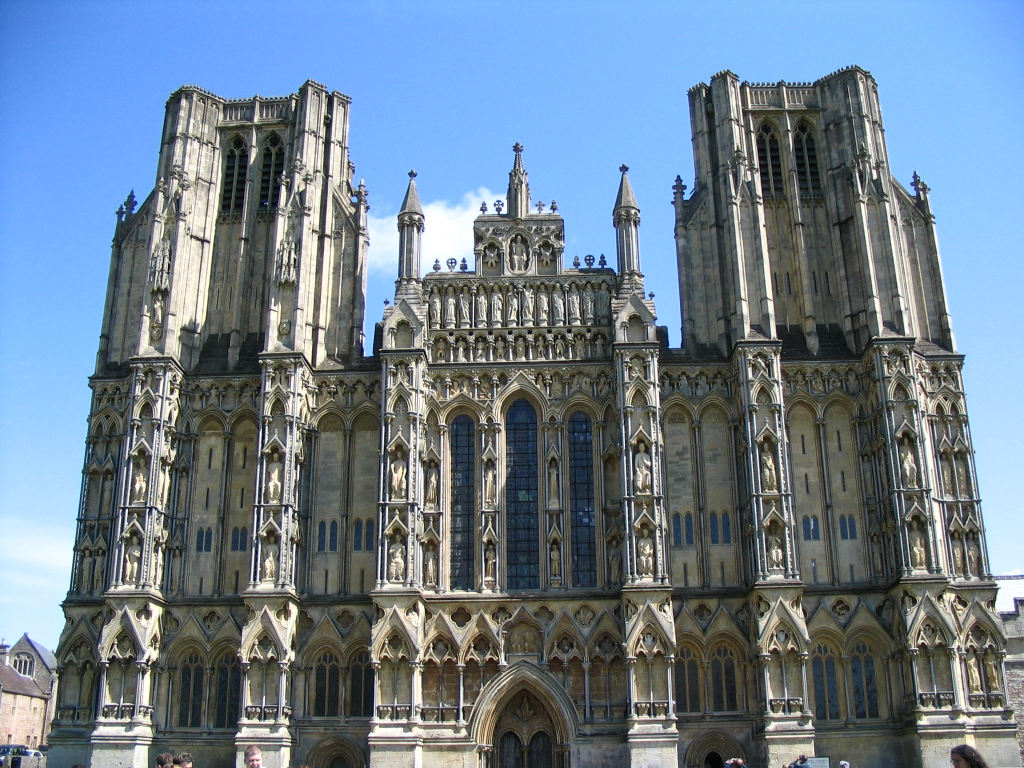
ウェルズ大聖堂（イングランド）
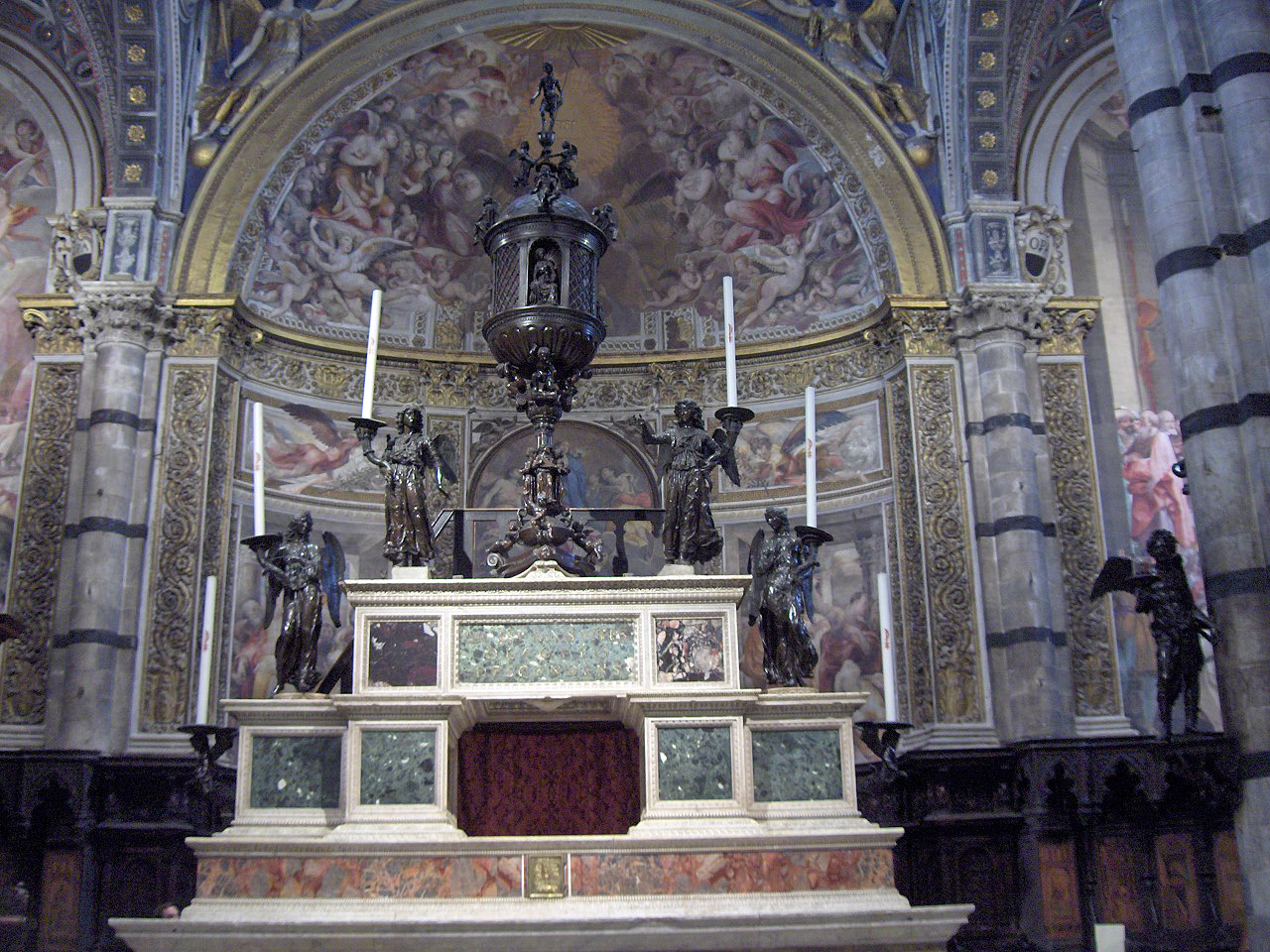
シエナ大聖堂